# Гуйва Олександр Пилипович
Олександр Пилипович Гуйва (нар. 22 листопада 1910, село Марківка, тепер Білопільського району Сумької області — ?) — український радянський діяч, голова виконавчого комітету Запорізької обласної сільської ради депутатів трудящих (1963 р.). Депутат Верховної Ради УРСР 6-го скликання.

## Життєпис
Народився у родині селянина-середняка. У 1927 році закінчив неповну середню (семирічну) школу і вступив до комсомолу. У 1927—1930 роках — учень агрономічного відділення Сумської сільськогосподарської профшколи, молодший агроном-полевод.
У червні — вересні 1930 року — агроном Сумської окружної меліораційної спілки.
У вересні 1930 — листопаді 1931 року — агроном колгоспу «Шлях до соціалізму» станиці Тульської Майкопського району Північнокавказького краю. У листопаді 1931 — серпні 1932 року — агроном-організатор Майкопської районної колгоспної спілки Північнокавказького краю.
У серпні 1932 — грудні 1939 року — старший агроном машинно-тракторної станції (МТС) станиці Дондуковської Гіагінського району Адигейської автономної області.
У грудні 1939 — серпні 1942 року — начальник Адигейського обласного земельного відділу Краснодарського краю.
Член ВКП(б) з 1940 року.
У серпні 1942 — березні 1943 року — інструктор Адигейського підпільного обласного комітету ВКП(б) у партизанському загоні. Учасник німецько-радянської війни.
У березні 1943 — лютому 1945 року — начальник Адигейського обласного земельного відділу Краснодарського краю.
У лютому 1945 — листопаді 1947 року — 1-й заступник голови виконавчого комітету Адигейської обласної ради депутатів трудящих Краснодарського краю. Одночасно у лютому — листопаді 1947 року — слухач курсів з перепідготовки партійних та радянських працівників при ЦК ВКП(б) у Москві.
У листопаді 1947 — січні 1950 року — представник Ради у справах колгоспів при Раді Міністрів СРСР у Поліській області БРСР.
У січні 1950 — січні 1952 року — представник Ради у справах колгоспів при Раді Міністрів СРСР у Кам'янець-Подільській області.
У січні — жовтні 1952 року — представник Ради у справах колгоспів при Раді Міністрів СРСР у Полтавській області.
У жовтні 1952 — квітні 1953 року — представник Ради у справах колгоспів при Раді Міністрів СРСР у Запорізькій області.
У квітні — жовтні 1953 року — заступник завідувача сільськогосподарського відділу Запорізького обласного комітету КПУ.
У жовтні 1953 — квітні 1962 року — 1-й секретар Василівського районного комітету КПУ Запорізької області. У 1959 році закінчив заочне відділення Вищої партійної школи при ЦК КПРС у Москві.
У квітні 1962 — січні 1963 року — начальник Василівського територіального виробничого колгоспно-радгоспного управління Запорізької області.
21 січня — 12 жовтня 1963 року — голова виконавчого комітету Запорізької обласної сільської ради депутатів трудящих. Звільнений з посади через дружину, «яка скомпрометувала його, співучастю у крадійській групі з розкрадання державних коштів» і була засуджена на 13 років позбавлення волі.
У січні — липні 1964 року — начальник планового відділу Запорізького обласного сільського міжколгоспбуду.
У липні 1964 — січні 1971 року — директор винрадгоспу «Іванівський» у селі Іванівці Кам'янсько-Дніпровського району Запорізької області.
З січня 1971 року — на пенсії.

## Родина
Син Борис (1932), дочка Неонела (1935).

## Нагороди
- орден Леніна (26.02.1958)
- орден Трудового Червоного Прапора (1967)
- орден Вітчизняної війни 1-го ст. (1947)
- орден Вітчизняної війни 2-го ст. (6.11.1985)
- медаль «За оборону Кавказу»
- медаль «За перемогу над Німеччиною у Великій Вітчизняній війні 1941—1945 рр.»
- медаль «За доблесну працю у Великій Вітчизняній війні 1941—1945 рр.»
- медаль «ХХ років перемоги над Німеччиною» (1965)
- медаль «50 років Збройних сил СРСР» (1967)
- медаль «За доблесну працю. На відзнаку 100-річчя від дня народження В. І. Леніна» (1970)
- медалі